# Konstantyn II (patriarcha Konstantynopola)
Konstantyn II, gr. Κωνσταντίνος B΄ (zm. 767 w Konstantynopolu) – patriarcha Konstantynopola w latach 754–766. 

## Życiorys
Urząd patriarchy sprawował od 8 sierpnia 754 do 30 sierpnia 766. Został obalony i uwięziony przez cesarza Konstantyna V. Jesienią 767 r. paradował na hipodromie w Konstantynopolu, następnie został ścięty.